# Chișinău
Chisinau
Chișinău, également orthographiée Chisinau (prononcé en roumain : /ki.ʃi.ˈnəw/ ), est la capitale de la république de Moldavie et la ville principale de la Bessarabie, qui est une partie de la région historique de Moldavie.

## Toponymie

### Étymologie
Les hypothèses linguistiques placent l’émergence du nom et de la localité dans le contexte des attaques des Tatars contre la principauté de Moldavie, alors alliée de la Hongrie. En 1436, sur le flanc (ou côté) sud de la grand-route qui longe la rive droite de la rivière Bîc, menant du Khanat de Crimée (et avant, de la Horde d'or) vers le cœur de la principauté, le prince Iliaș posta un fortin de soldats Sicules (Magyars de Transylvanie) pour faire face aux attaques venues de l’Est. Les fondations de ce fortin supportent l’actuelle église de Mazarache. Dans les langues oghoures, « flanc » ou « côté » se dit yänäk et le nom sicule Kis-Jenő (/ˈkiʃ.jɛ.nøː/, Chișinău en roumain) signifierait donc « le petit flanc ».
Durant la période communiste, l’étymologie qui a été proposée par les philologues soviétiques combinait le tatar kychla (« hivernage ») au roumain nouă (« nouvelle ») mais cette thèse a été abandonnée depuis. Une autre étymologie, proposée par le philologue roumain Iorgu Iordan, partait des mots magyars Kis-Jenő interprétés par lui comme signifiant « petite-source » ou « petit-Eugène ».

### Orthographe et translittération
Pendant les périodes russe (1812-1917) et soviétique (1940-1941 et 1944-1991), Chișinău était désignée par le nom russifié de Кишинёв (Kichinev), utilisé dans les textes français entre 1945 et 1991. Cette forme est encore utilisée dans les pays de la Communauté des États indépendants et par l’Association du transport aérien international (IATA).
En France, la Commission nationale de toponymie recourt à l’orthographe diacritée Chișinău tandis que la Commission d'enrichissement de la langue française recommande Chisinau.

## Géographie

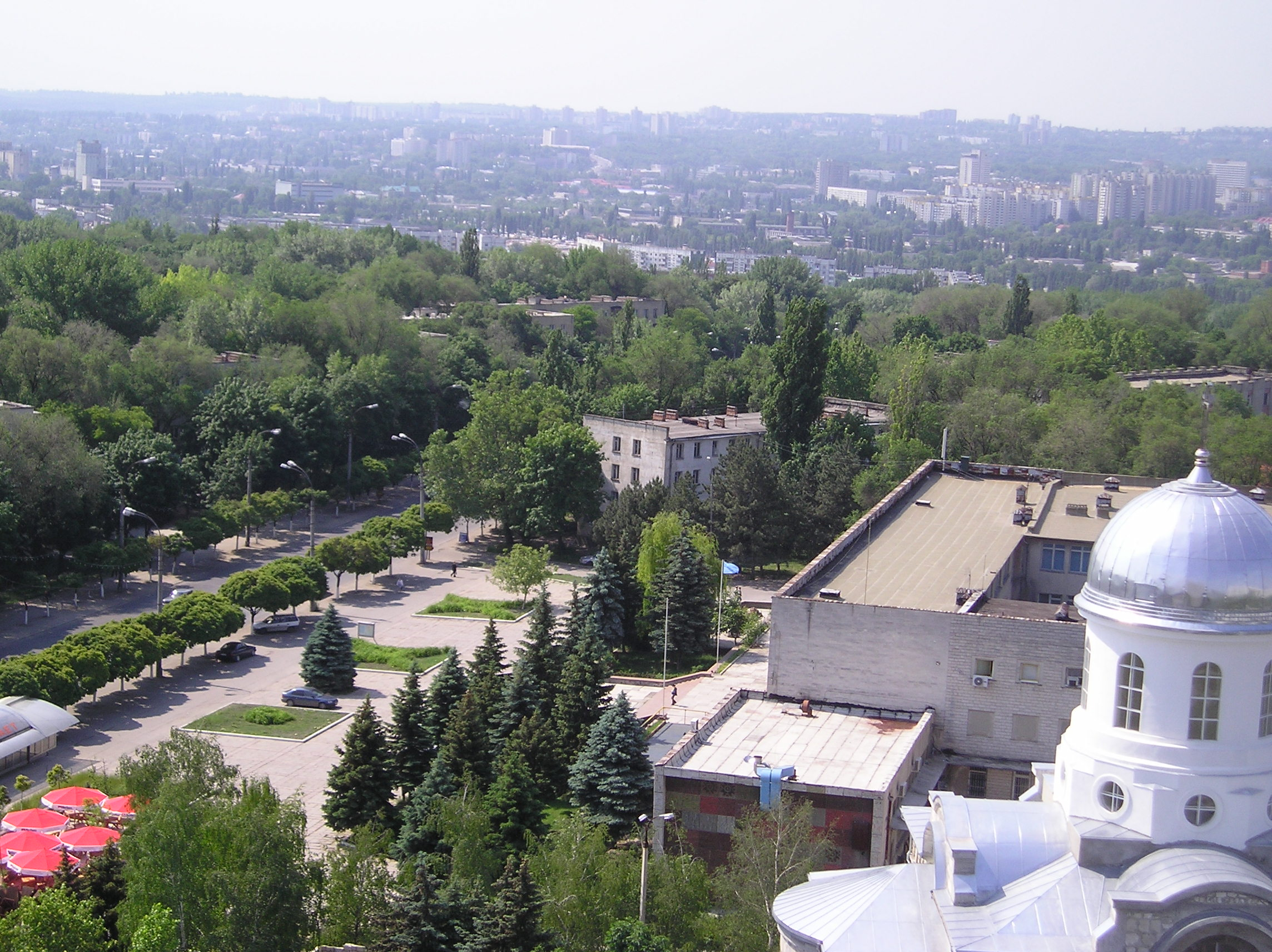
Panorama de Chișinău.

Chișinău se situe au centre de la République de Moldavie. La municipalité se situe sur sept collines et s’étend sur 120 km2.

### Structure géologique

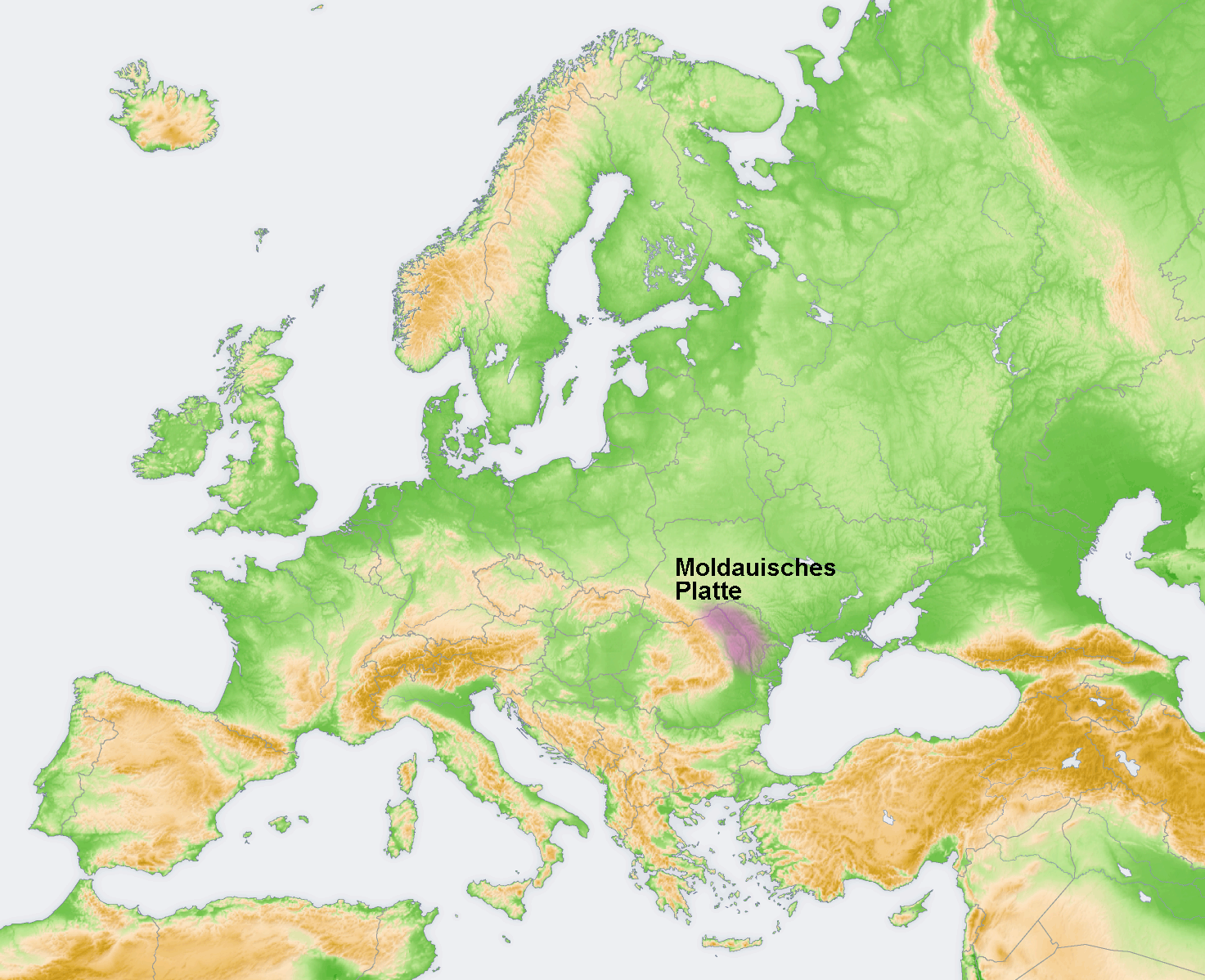
En violet le plateau moldave, soubassement de Chișinău.

La ville est située dans la partie centrale du plateau moldave, structure géologique de l’Europe du Sud-Est dont le socle est constitué de boucliers de granit et de gneiss protérozoïques et paléozoïques (boucliers pannonien, moesien et moldave) d'une profondeur d’env. 1 150 m en dessous du niveau de la mer. La partie supérieure de la stratigraphie de cette structure est représentée par des roches sédimentaires du Silurien précoce, Dévonien, Mésozoïque (avec localement des hiatus (de)), Paléogène et Néogène. L’érosion récente entaille l’argile, le lœss, les sables et calcaires lacustres du Cénozoïque supérieur. Du nord au sud, la ville est traversée par une couche de récifs marins tropicaux développés au Sarmatien (équivalent local du Miocène moyen et supérieur). Des couches d'argile, lœss et de sable sont présentes dans toute la ville, à une profondeur de 2 à 30 m. Sur les pentes de la vallée de la rivière Bîc se trouvent des terrasses alluviales d’une largeur allant jusqu’à 1,3 m. Des perturbations tectoniques mineures (glissements de terrain à la suite de la déglaciation post-würmienne ou à des séismes) ont été enregistrées au nord-ouest de la ville.

### Les richesses minérales
Sur le territoire de Chișinău et de ses environs se trouvent de nombreux gisements de matières premières utilisées pour la construction : de la chaux, du calcaire, de la pierre brute, de l'argile, du sable, du gravier. Cinq carrières de pierre et de chaux sont exploités : Mileștii Mici, Chișinău, Făurești, Goian, Cărămida. Les tuiles sont fabriquées à partir de matières premières extraites des carrières de Bubuieci et Mileștii Mici et à partir de sable, de galets et de gravier extraits à Cobușca et Vadul-lui-Vodă.
De même, dans la ville sont exploitées d’autres ressources qui sont utilisées dans la production de semi-conducteurs, l’industrie de la microélectronique. L’exploitation des gisements de ces mines est effectuée par la société Mezon (orthographe phonétique du français « maison »).

### Hydrographie
Les cours d’eau coulant à Chișinău font partie du bassin hydrographique du Dniestr. Le plus important est le Bîc, rivière d’une longueur de 155 km, affluent du Dniestr à 1 km du village Gura Bîcului dans le district d’Anenii Noi.
Les réserves d’eau souterraine de la municipalité de Chișinău permettent l’approvisionnement partiel de l’eau potable dans la ville. Sur la quantité totale d’eau utilisée, 20 % provient des eaux phréatiques situées dans les couches du Sarmatien. Ce sont des eaux minérales utilisables pour le traitement des maladies gastro-intestinales.
Dans la banlieue, les réservoirs d’eau de la ville ont été creusés dans les villes de Ghidighici et Ialoveni, au milieu de bases de loisirs.
Au début des années 1950, dans la vallée des Moulins (Valea Morilor) au sud-ouest de Chișinău a été créé un lac de barrage baptisé Komsomol (aujourd’hui Valea Morilor) d’une superficie est de 34 hectares. Autour, une allée circulaire de 2,5 km du parc de Valea Morilor fait le tour du lac, sur lequel les Chisinéens font du canotage et de la voile.
La partie centrale du parc de la vallée des Roses (Valea Trandafirilor), parc situé à Botanica, est aussi décorée de lacs et d’une cascade. L’étendue d’eau est de 9 hectares.
Le parc Izvor s’étend sur 150 hectares : créé en 1972, il est également composé de cascades et d’étangs.
En tout, il y a 23 lacs répartis autour du centre-ville, offrant à Chișinău des espaces de loisir et de détente.

### Climat
Le climat de Chișinău est tempéré continental, la ville est située dans la zone « Dfb ». En hiver la température moyenne descend jusqu’à −2,5 °C en janvier et l’été elle grimpe jusqu’à 20,8 °C en juillet. La neige recouvre le sol en moyenne 63 jours par an. L’été est la saison qui reçoit le plus de précipitations, sous forme d’orages principalement.
- Température record la plus froide : −28,9 °C (février 1954)
- Température record la plus chaude : 39,4 °C (juillet 1907)
- Nombre moyen de jours avec de la neige dans l'année : 53
- Nombre moyen de jours de pluie dans l'année : 128
- Nombre moyen de jours avec de l'orage dans l'année : 33
- Nombre moyen de jours avec tempête de neige dans l'année : 3

| Mois                                  | jan.       | fév.       | mars       | avril     | mai       | juin      | jui.      | août      | sep.      | oct.       | nov.       | déc.       | année           |
| ------------------------------------- | ---------- | ---------- | ---------- | --------- | --------- | --------- | --------- | --------- | --------- | ---------- | ---------- | ---------- | --------------- |
| Température minimale moyenne (°C)     | −4,2       | −3         | 0,7        | 6,3       | 11,8      | 15,9      | 17,9      | 17,5      | 12,5      | 7,1        | 2,1        | −2,5       | 6,8             |
| Température moyenne (°C)              | −1,8       | −0,2       | 4,5        | 11        | 16,8      | 20,7      | 22,9      | 22,6      | 17        | 10,8       | 4,8        | −0,2       | 10,7            |
| Température maximale moyenne (°C)     | 1,1        | 3,4        | 9,2        | 16,4      | 22,3      | 26,1      | 28,4      | 28,3      | 22,3      | 15,5       | 8,1        | 2,7        | 15,3            |
| Record de froid (°C) date du record   | −28,4 1963 | −28,9 1954 | −21,1 1917 | −6,6 1904 | −1,1 1915 | 3,6 1911  | 7,8 1908  | 5,5 1966  | −2,4 1977 | −10,8 1912 | −21,6 1892 | −22,4 1946 | −28,9 20/2/1954 |
| Record de chaleur (°C) date du record | 15,5 1971  | 20,7 1990  | 25,7 1994  | 31,6 1899 | 35,9 1950 | 37,5 2012 | 39,4 2007 | 39,2 2012 | 37,3 1946 | 32,6 1952  | 23,8 2019  | 18,3 1903  | 39,4 19/7/2007  |
| Ensoleillement (h)                    | 75         | 80         | 125        | 187       | 254       | 283       | 299       | 295       | 226       | 169        | 75         | 58         | 2 126           |
| Précipitations (mm)                   | 36         | 31         | 35         | 39        | 54        | 65        | 67        | 49        | 48        | 47         | 43         | 41         | 555             |
| dont neige (cm)                       | 7          | 6          | 3          | 0         | 0         | 0         | 0         | 0         | 0         | 0          | 1          | 3          | 20              |
| Nombre de jours avec précipitations   | 8          | 7          | 11         | 13        | 14        | 14        | 12        | 10        | 10        | 11         | 12         | 10         | 132             |
| Humidité relative (%)                 | 82         | 78         | 71         | 63        | 60        | 63        | 62        | 60        | 66        | 73         | 81         | 83         | 70              |
| Nombre de jours avec neige            | 13         | 13         | 8          | 1         | 0,03      | 0         | 0         | 0         | 0         | 0,4        | 5          | 11         | 51              |
| Nombre de jours d'orage               | 0,1        | 0,04       | 0,3        | 2         | 5         | 7         | 8         | 6         | 2         | 1          | 0,2        | 0,1        | 32              |
| Nombre de jours avec brouillard       | 7          | 6          | 4          | 2         | 1         | 1         | 0,3       | 0,4       | 1         | 4          | 7          | 7          | 41              |

| Diagramme climatique                                  |         |          |           |            |            |            |            |            |           |          |           |
| J                                                     | F       | M        | A         | M          | J          | J          | A          | S          | O         | N        | D         |
| 1,1−4,236                                             | 3,4−331 | 9,20,735 | 16,46,339 | 22,311,854 | 26,115,965 | 28,417,967 | 28,317,549 | 22,312,548 | 15,57,147 | 8,12,143 | 2,7−2,541 |
| Moyennes : • Temp. maxi et mini °C • Précipitation mm |         |          |           |            |            |            |            |            |           |          |           |

### Voies de communications et transports

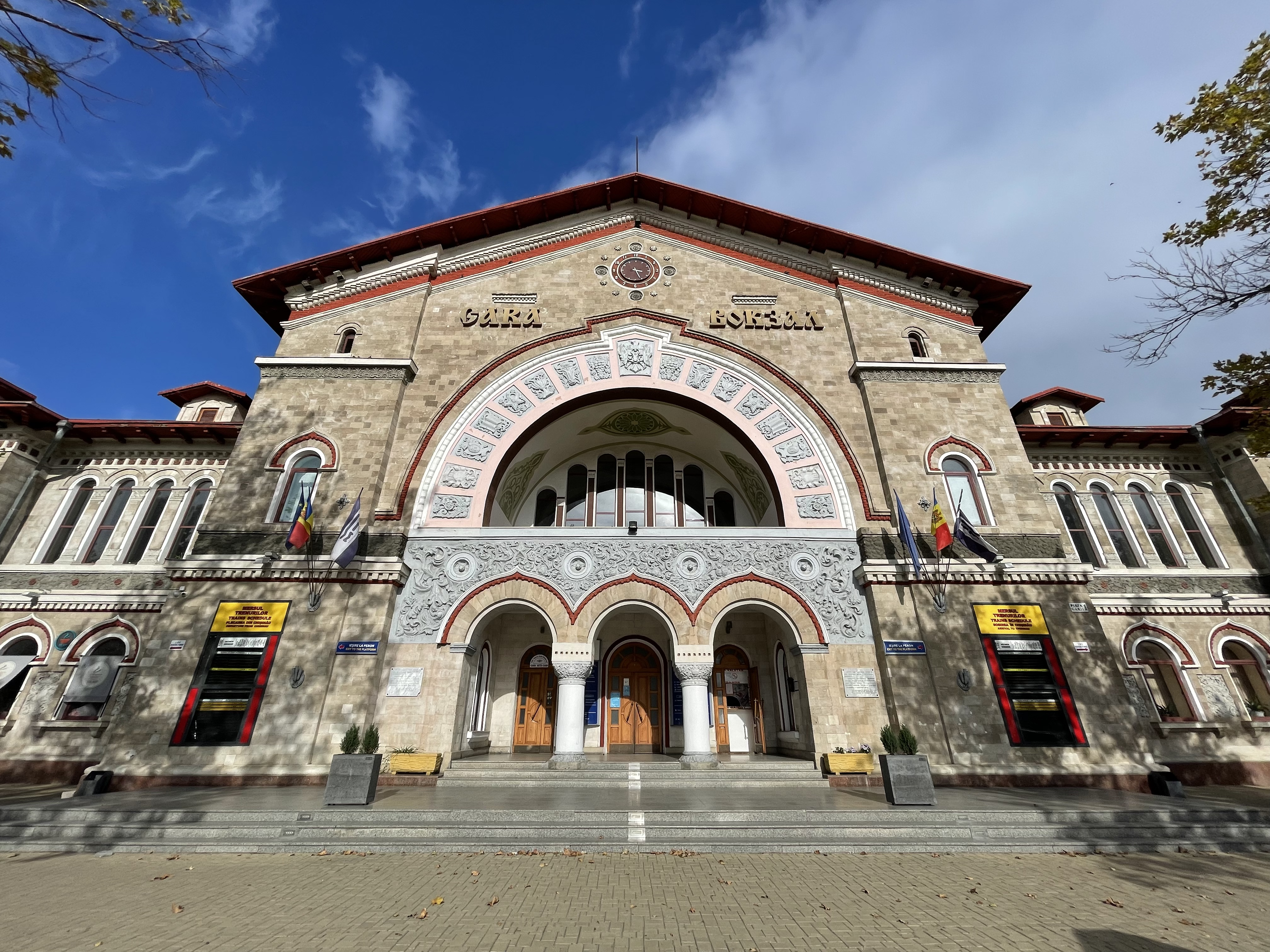
Gare de Chișinău.

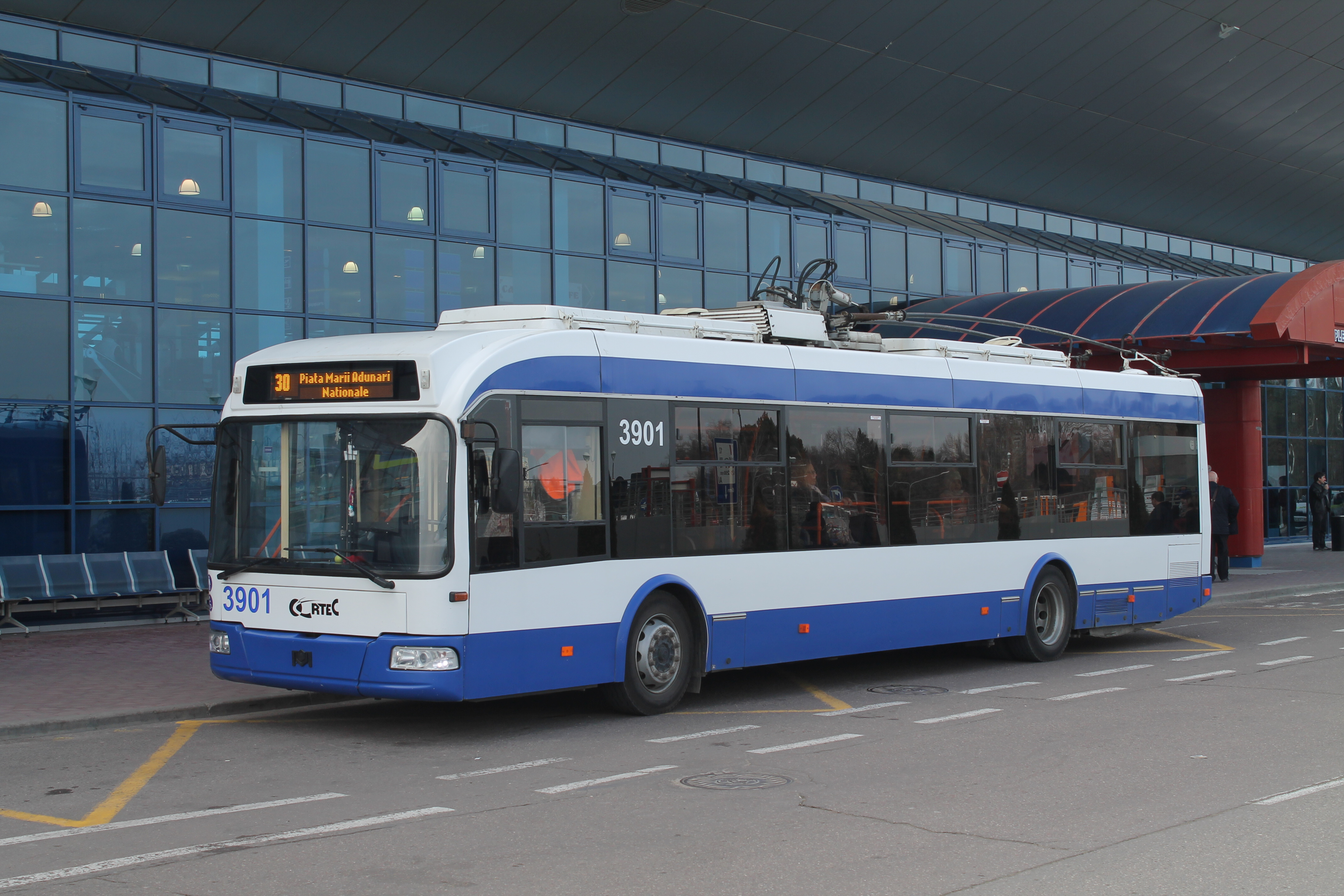
Un trolleybus de Chișinău.

L’agglomération possède un réseau de bus et de trolleys, avec une vingtaine de lignes. Le transport urbain est en outre assuré par des taxis collectifs suivant des trajets précis mais s’arrêtant à la demande.
Une gare ferroviaire internationale permet des connexions vers Bucarest, Kiev, Minsk, Moscou, Odessa, Samara, Varna et Saint-Pétersbourg. Des lignes interurbaines d'autocars desservent les autres principales villes du pays et des lignes internationales relient Chișinău à Odessa en Ukraine et Bucarest en Roumanie.
L’autoroute M14, qui relie les villes ukrainiennes d’Odessa au sud-est, à Cernăuți au nord-ouest, traverse la Moldavie et passe au nord-est de Chișinău.

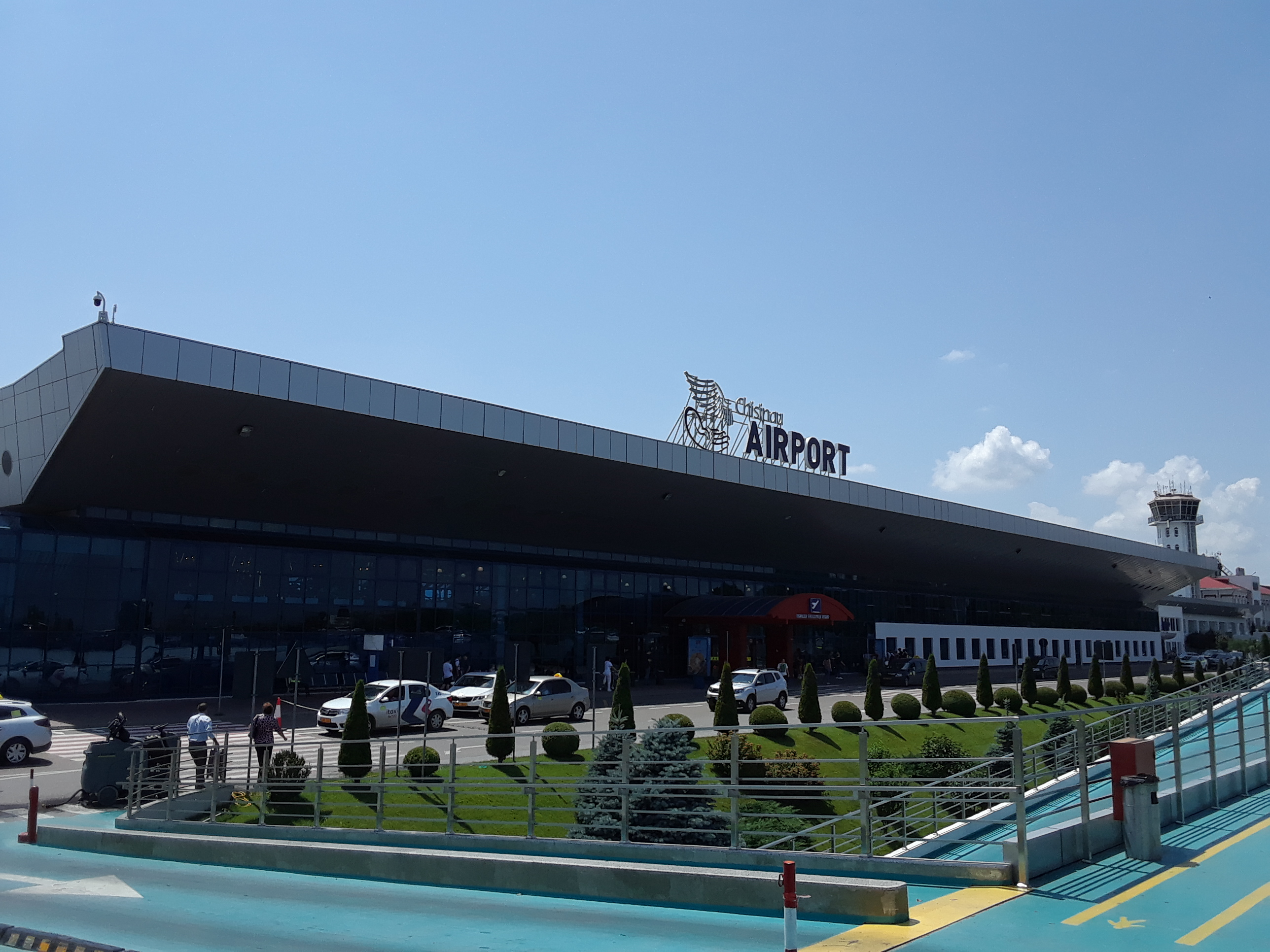
Aéroport international de Chișinău

Chișinău possède un aéroport international d’une capacité de 1 200 000 passagers par an, dont le code IATA est KIV. L’aéroport comporte une piste de 3 kilomètres.

## Histoire

### Des origines roumaines
À l’abri du fortin de Kis-Jenő s’éleva aux alentours du XVe siècle la bourgade moldave de Chișinău où les paysans et les viticulteurs des environs tenaient marché. Les historiens n’ont pas de réponse précise quant à la date où commence l’histoire de la ville, mais le nom Кішіɴъȣ (Chișinău) est mentionné dans une charte, datée du 25 avril 1420, d’Alexandre le Bon, prince de Moldavie succédant à Iliaș.

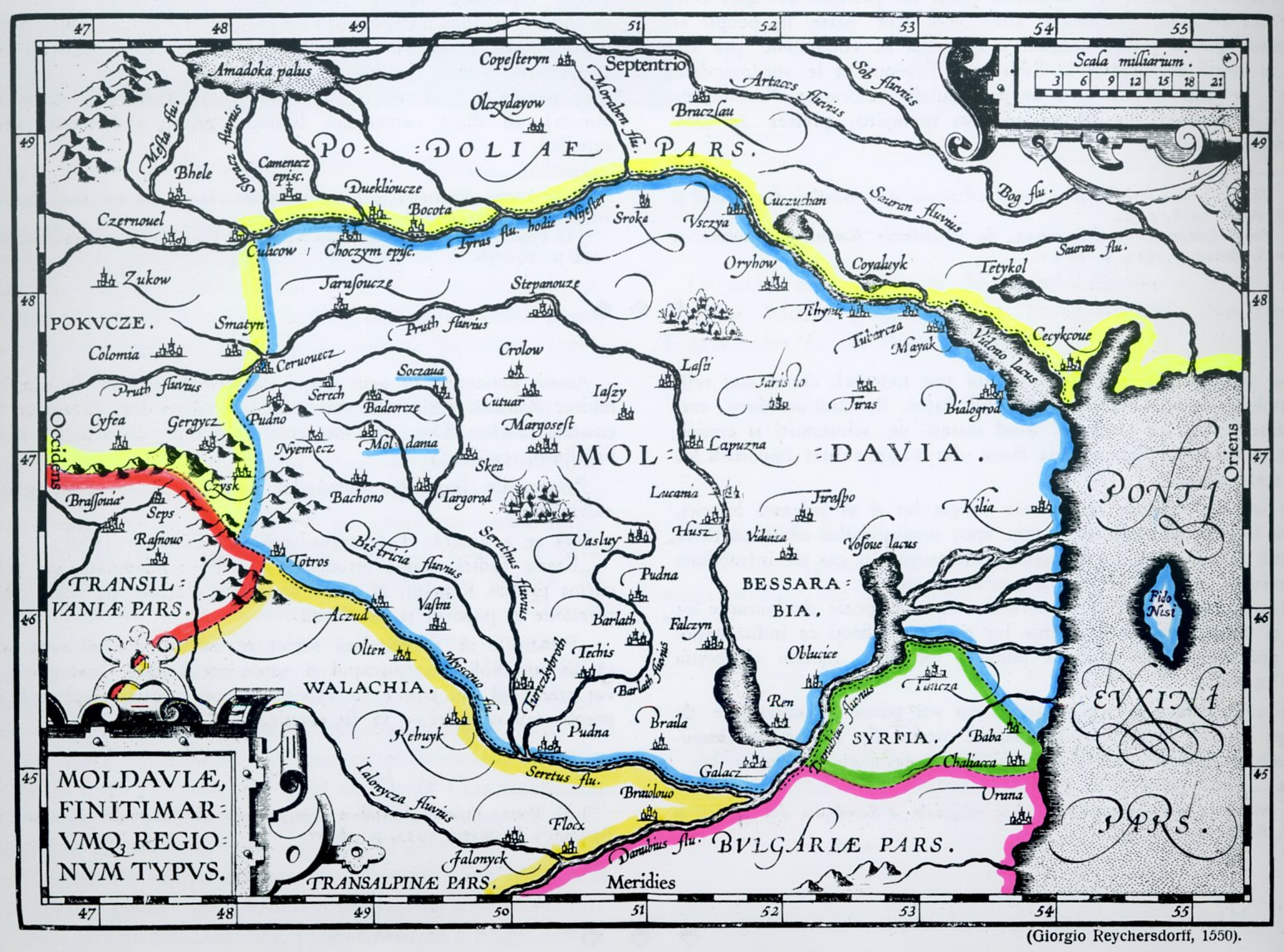
La Moldavie au XVe siècle, par Georg Reychersdorffer.

Il est probable que l’histoire de la ville commence avant cette époque mais elle ne se distinguait pas encore des villages alentour. Un certain nombre de documents datant de XVIe et XVIIe siècles présentent le bourg, orthographié Кішіɴъȣ, Kischenau, Kiszinou ou Chiscinao, comme un simple marché sans rôle politique. Dans les anciennes cartes de la principauté de Moldavie, comme sur la carte de Reychersdorffer de 1541 ou celle Iacobo Castaldo en 1584, Chișinău n’apparaît pas, alors que figurent des villes comme Orhei, Tighina (Teghenaccio), Lăpușna (ro), Soroca ou Hotin. Toutefois, le bourg prend de l’importance au fil des siècles car les différends fonciers portant sur des sources, des moulins à vent ou à eau, initialement arbitrés par les magistrats moldaves de Lăpușna (ro), capitale du Ținut (comté moldave) dont dépendait Chișinău, le sont ensuite par les princes de Moldavie eux-mêmes, et finalement par l’Assemblée moldave (Sfatul domnesc) : ainsi, le prince de Moldavie Vasile Lupu envoie, le 28 août 1642, les principaux magistrats de Lăpușna « au village de Chișinău pour y faire justice ». L’extension du bourg au-delà de ses premières limites provoque les plaintes des villageois voisins.
Chișinău, présentée par les voyageurs comme une ville médiévale à l’aspect rural, a brûlé en 1739, 1788, 1789 et 1793, au point qu’une partie de la population a été contrainte de migrer à Buiucani. Malgré les incendies, les rues irrégulières et les logis dispersés, malgré les guerres russo-turques, malgré les rivalités voisines, la ville continue de se développer et englobe les villages alentour.

### Un développement sous influence russe
Le traité de Bucarest de 1812 scelle la partition de la Moldavie (toujours d’actualité au début du XXIe siècle) et l’annexion de sa moitié orientale par l’Empire russe qui en fait son gouvernement de Bessarabie, dont Chișinău devient la capitale sous le nom russifié de Kichinev (en russe : Кишинёв, également transcrit Kichiniov). En fait, pour donner une capitale impériale à leur nouvelle province (dirigée au début de manière autonome et selon le droit moldave par le hospodar Scarlat Sturdza (ro)), les autorités russes adjoignent cinq villages voisins au bourg de Chișinău (initialement situé autour de la butte où s’élève l’église Măzărache) : Buiucani-Vovinţeni fusionnés, Hrușca, Visterniceni, et ultérieurement Râșcani et Muncești. Ce regroupement en une seule municipalité s’accompagne de la construction, sur le plateau au-dessus du vieux bourg moldave, d’une ville nouvelle en damier peuplée de colons venus de tout l’Empire russe : russes bien sûr (surtout fonctionnaires et militaires), mais aussi ukrainiens (ouvriers, jardiniers), juifs (commerçants, artisans), arméniens (idem), allemands (charpentiers, menuisiers, maçons…) ou polonais (idem).
En 1834, est établi un plan hippodamien pour la nouvelle ville, aux rues se coupant à angle droit. L’un des principaux architectes de la seconde moitié du XIXe siècle est Alessandro Bernardazzi (Alexandru Bernardați en roumain, Александр Осипович Бернардаций en russe), d’origine tessinoise mais né en Russie, auteur entre autres de l’Hôtel de ville de Chișinău).

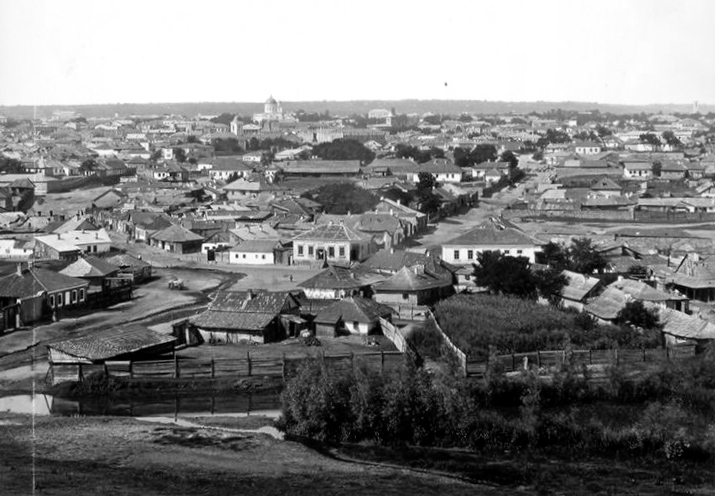
Vue de Chișinău en 1889.

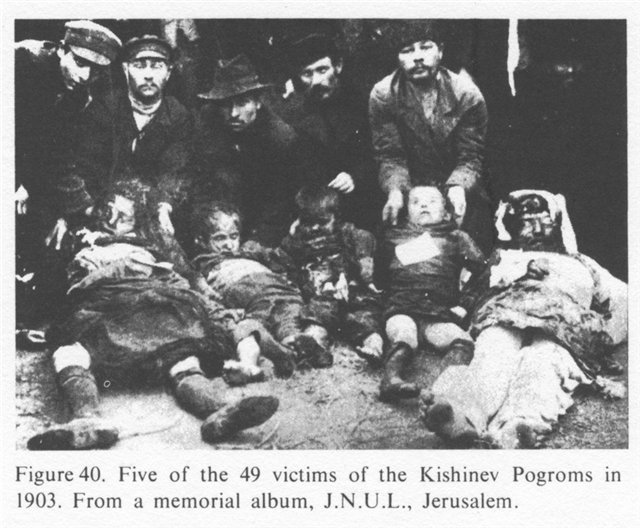
Cinq des 49 victimes du pogrom de 1903.

Durant le XIXe siècle, les Russes construisent des casernes, des bâtiments administratifs, une cathédrale russe et le chemin de fer pour écouler les produits agricoles vers Odessa. Après plusieurs années de sécheresse, la situation économique se dégrade ; en 1903 et 1905 ont lieu deux pogroms, prélude aux assassinats de Juifs pendant la Seconde Guerre mondiale, une trentaine d'années plus tard. La population de la ville reste très cosmopolite jusqu’en 1940 (avec de nombreux réfugiés russes blancs, juifs, grecs fuyant l’URSS, ukrainiens fuyant la famine et arméniens fuyant l’Asie mineure, pris en charge par l’Office international Nansen pour les réfugiés). Les déportations et les massacres des années 1940-1950 par les régimes fasciste roumain et stalinien soviétique diminuent la population ; cette diminution est numériquement compensée à partir de 1945 par l’afflux de Russes, Ukrainiens et Juifs venus de toute l’URSS et de Moldaves venus de la campagne environnante.

### Capitale de la Moldavie indépendante
Lors de la dislocation de l'URSS et de l’indépendance de la Moldavie en 1991, Chișinău devient la capitale de la Moldavie indépendante.
C’est alors et depuis lors la plus grande ville moldave, avec 752 000 habitants en 2002 et 469 000 habitants en 2014, et un important centre industriel et tertiaire (commerces, services).

## Politique et administration

### Organisation administrative
La ville comprend les cinq arrondissements du Centre, de Buiucani, de Botanica, de Rîșcani et de Ciocana.
L’agglomération du Grand Chișinău comprend 18 communes, la municipalité elle-même, six villes et trois villages.

### Liste des maires
Cette liste est donnée à titre indicatif en raison de la variabilité des translittérations des noms et du fait que certains maires ont effectué plusieurs mandats en alternance les uns avec les autres. Il n’y a eu de maires élus que dans les périodes 1917-1928 et depuis 1991 ; en dehors de ces périodes, ils étaient nommés soit par le gouvernement impérial russe, soit par le gouvernement roumain. En Union soviétique, la fonction de maire n’existait pas avant 1986 et l’administration de la ville était assurée par les secrétaires généraux des échelons locaux du PCUS.
| Période                                  | Période          | Identité                                 | Étiquette                         | Qualité                                      |
| ---------------------------------------- | ---------------- | ---------------------------------------- | --------------------------------- | -------------------------------------------- |
| Les données manquantes sont à compléter. |                  |                                          |                                   |                                              |
| 1817                                     | 1821             | Anghel Nour                              | Empire russe                      |                                              |
| 1831                                     | 1834             | Stavrou Dimou (ro)                       | Empire russe                      |                                              |
| 1834                                     | 1838             | Dimitri Lovtckinski (ro)                 | Empire russe                      |                                              |
| 1838                                     | 1842             | Panteleimon I. Sinadinos (ro)            | Empire russe                      |                                              |
| 1842                                     | 1847             | Dimitrios Dourdouphi                     | Empire russe                      |                                              |
| 1847                                     | 1851             | Dumitru Mincu                            | Empire russe                      |                                              |
| 1851                                     | 1855             | Anghel Nicolau                           | Empire russe                      |                                              |
| 1856                                     | 1863             | Adam Krijanovski (ro)                    | Empire russe                      |                                              |
| 1863                                     | 1870             | Pavel Gumalic (ro)                       | Empire russe                      |                                              |
| 1871                                     | 1876             | Clément Choumanski (ro)                  | Empire russe                      |                                              |
| 1877                                     | 1903             | Karl Schmidt (ro)                        | Empire russe                      | Démissionne en protestation contre un pogrom |
| 1905                                     | 1907             | Panteleimon Sinadinos junior (ro)        | Empire russe                      |                                              |
| 1907                                     | 1910             | Léopold Sitzintski (ro)                  | Empire russe                      |                                              |
| 1910                                     | 1917             | Julien Lévinski (ro)                     | Empire russe                      |                                              |
| 1917                                     | 1917             | Alexander Schmidt (ro)                   | République russe                  |                                              |
| 1918                                     | 1918             | Vladimir Hertza (ro)                     | République démocratique moldave   |                                              |
| 1919                                     | 1920             | Teodor Cojocaru (ro)                     | Royaume de Roumanie, libéral      |                                              |
| 1921                                     | 1923             | Vasile Bârcă (ro)                        | Royaume de Roumanie, libéral      |                                              |
| 1923                                     | 1924             | Gherman Pântea                           | Royaume de Roumanie, libéral      |                                              |
| 1924                                     | 1926             | Nicolae Bivol (ro)                       | Royaume de Roumanie, libéral      |                                              |
| 1926                                     | 1927             | Sebastian Teodorescu (ro)                | Royaume de Roumanie, parti paysan |                                              |
| 1927                                     | 1931             | Ion Negrescu (ro)                        | Royaume de Roumanie, libéral      |                                              |
| 1931                                     | 1932             | Constantin Ionescu                       | Royaume de Roumanie, libéral      |                                              |
| 1932                                     | 1933             | Dimitrie Bogos (ro)                      | Royaume de Roumanie, parti paysan |                                              |
| 1933                                     | 1936             | Ion Costin (ro)                          | Royaume de Roumanie, parti paysan |                                              |
| 1936                                     | 1937             | Aleksandr Sibirski (ro)                  | Royaume de Roumanie               |                                              |
| 1937                                     | 1938             | Constantin Dardan (ro)                   | Royaume de Roumanie               |                                              |
| 1938                                     | 1940             | Vladimir Cristi (ro)                     | Royaume de Roumanie               |                                              |
| 1940                                     | 1941             | Occupation militaire                     | Union soviétique                  | Armée rouge, NKVD                            |
| 1941                                     | 1941             | Hannibal Dobjanski (ro)                  | Union soviétique                  |                                              |
| 1941                                     | 1944             | Régime militaire                         | Royaume de Roumanie               |                                              |
| 1944                                     | 1956             | Régime militaire                         | Union soviétique                  | Armée rouge, NKVD                            |
| 1956                                     | 1985             | Secrétaires généraux du PCRM de Chișinău | Union soviétique                  | Section locale du PCUS                       |
| 1990                                     | 1994             | Nicolae Costin (ro)                      | Moldavie, Front populaire         |                                              |
| août 1994                                | avril 2005       | Serafim Urechean                         | libéral                           |                                              |
| avril 2005                               | avril 2005       | Mihai Furtună (ro)                       | sans                              | Maire par intérim                            |
| avril 2005                               | janvier 2007     | Vasile Ursu (ro)                         | libéral                           |                                              |
| janvier 2007                             | juin 2007        | Veaceslav Iordan (ro)                    | PCRM                              | Maire par intérim                            |
| juin 2007                                | février 2018     | Dorin Chirtoacă                          | PL                                | Suspendu juillet 2017, déchu février 2018    |
| août 2017                                | novembre 2017    | Nistor Grozavu                           | PL                                | Maire par intérim                            |
| novembre 2017                            | avril 2018       | Silvia Radu                              | Indépendant                       | Maire par intérim                            |
| avril 2018                               | juillet 2019     | Ruslan Codreanu                          | PPEM                              | Maire par intérim                            |
| juillet 2019                             | octobre 2019     | Adrian Talmaci                           | PL                                | Maire par intérim                            |
| 8 octobre 2019                           | 10 octobre 2019  | Andrei Năstase                           | PPDA                              |                                              |
| 10 octobre 2019                          | 4 novembre 2019  | Adrian Talmaci                           | PL                                | Maire par intérim                            |
| 4 novembre 2019                          | 5 novembre 2019  | Andrei Năstase                           | PPDA                              |                                              |
| 5 novembre 2019                          | 11 novembre 2019 | Adrian Talmaci                           | PL                                | Maire par intérim                            |
| 11 novembre 2019                         | En cours         | Ion Ceban                                | PSRM                              |                                              |

### Jumelages
La ville de Chișinău est jumelée avec :
- Grenoble (France) depuis janvier 1977.

La ville de Chișinău possède des accords de partenariats avec :
- Moscou (Russie) depuis le 28 février 1995 ;
- Comté d'Hampshire (Angleterre) depuis le 24 juin 1996 ;
- Jérusalem (Israël) depuis le 27 juillet 1998 ;
- Saratov (Russie) depuis le 15 octobre 1999 ;
- Città di Castello (Italie) depuis le 2 novembre 1999 ;
- Astana (Kazakhstan) depuis le 1er décembre 2000 ;
- Damas (Syrie) depuis le 13 janvier 2001 ;
- Toula (Russie) depuis le 20 janvier 2001 ;
- Kherson (Ukraine) depuis le 16 mars 2004 ;
- Rome (Italie) depuis le 18 novembre 2004. Seulement avec le Municipio XVII ;
- Vilnius (Lituanie) depuis le 13 octobre 2006 ;
- Voïvodie de Lubusz (Pologne) depuis le 13 octobre 2006 ;
- Pitești (Roumanie) depuis le 14 octobre 2007.

## Population

### Évolution démographique
Depuis 1812, l'évolution démographique de Chișinău a été :
| 1812  | 1818   | 1835   | 1847   | 1851   | 1865   |
| ----- | ------ | ------ | ------ | ------ | ------ |
| 7 000 | 10 966 | 34 079 | 43 965 | 58 849 | 94 047 |

| 1897    | 1912    | 1930    | 1950    | 1963    | 1980    |
| ------- | ------- | ------- | ------- | ------- | ------- |
| 108 483 | 121 000 | 114 896 | 134 000 | 253 500 | 519 200 |

| 1991    | 2004    | 2014    | 2017    | 2019    | - |
| ------- | ------- | ------- | ------- | ------- | - |
| 676 700 | 589 446 | 532 513 | 685 900 | 639 000 | - |

| Histogramme de l'évolution démographique de Chișinău |         |
| \| 1812 \| 7 000 \| \| 1818 \| 10 966 \| \| 1835 \| 34 079 \| \| 1847 \| 43 965 \| \| 1851 \| 58 849 \| \| 1865 \| 94 047 \| \| 1897 \| 108 483 \| \| 1912 \| 121 000 \| \| 1930 \| 114 896 \| \| 1950 \| 134 000 \| \| 1963 \| 253 500 \| \| 1980 \| 519 200 \| \| 1991 \| 676 700 \| \| 2004 \| 589 446 \| \| 2014 \| 532 513 \| \| 2017 \| 685 900 \| \| 2019 \| 639 000 \| |         |
| 1812 | 7 000   |
| 1818 | 10 966  |
| 1835 | 34 079  |
| 1847 | 43 965  |
| 1851 | 58 849  |
| 1865 | 94 047  |
| 1897 | 108 483 |
| 1912 | 121 000 |
| 1930 | 114 896 |
| 1950 | 134 000 |
| 1963 | 253 500 |
| 1980 | 519 200 |
| 1991 | 676 700 |
| 2004 | 589 446 |
| 2014 | 532 513 |
| 2017 | 685 900 |
| 2019 | 639 000 |

### Composition ethnique
| Éthnie | 1930    | 1930    | 1941   | 1941   | 1959    | 1959    | 1970    | 1970    | 1989    | 1989    | 2004    | 2004    | 2014**  | 2014**  |
| Éthnie | Nombre  | %       | Nombre | %      | Nombre  | %       | Nombre  | %       | Nombre  | %       | Nombre  | %       | Nombre  | %       |
| --- | ------- | ------- | ------ | ------ | ------- | ------- | ------- | ------- | ------- | ------- | ------- | ------- | ------- | ------- |
| Moldaves * | 48 456  | 42.17   | 43 024 | 81.24  | 69 722  | 32.38   | 137 942 | 37.90   | 366 468 | 51.26   | 481 626 | 68.94   | 304 860 | 67.18   |
| Roumains * | 48 456  | 42.17   | 43 024 | 81.24  | 331     | 0.15    | 513     | 0.14    | -       | -       | 31 984  | 4.58    | 65 605  | 14.46   |
| Russes | 19 631  | 17.09   | 5 915  | 11.17  | 69 600  | 32.22   | 110 449 | 30.35   | 181 002 | 25.32   | 99 149  | 14.19   | 42 174  | 9.29    |
| Ukrainiens | 563     | 0.49    | 1 745  | 3.29   | 25 930  | 12.00   | 51 103  | 14.04   | 98 190  | 13.73   | 58 945  | 8.44    | 26 991  | 5.95    |
| Bulgares | 541     | 0.47    | 183    | 0.35   | 1 811   | 0.84    | 3 855   | 1.06    | 9 224   | 1.29    | 8 868   | 1.27    | 4 850   | 1.07    |
| Gagaouzes | -       | -       | 17     | 0.03   | 1 476   | 0.68    | 2 666   | 0.73    | 6 155   | 0.86    | 6 446   | 0.92    | 3 108   | 0.68    |
| Autres | 45 705  | 39.78   | 2 078  | 3.92   | 45 626  | 21.12   | 54 688  | 15.03   | 47 525  | 6.65    | 11 605  | 1.66    | 6 210   | 1.37    |
| Total | 114 896 | 114 896 | 52 962 | 52 962 | 216 005 | 216 005 | 363 940 | 363 940 | 714 928 | 714 928 | 712 218 | 712 218 | 469 402 | 469 402 |
| * Depuis l’indépendance de la Moldavie, il y a débat autour de l'identité moldave. ** Ces pourcentages concernent les 469 402 citoyens examinés lors du recensement de 2014 qui ont répondu à la question sur leur origine ethnique. On estime que 193 434 habitants supplémentaires de la municipalité de Chișinău n'ont pas été étudiés. |         |         |        |        |         |         |         |         |         |         |         |         |         |         |
| Source,: |         |         |        |        |         |         |         |         |         |         |         |         |         |         |

### Enseignement
Il existait entre les deux guerres mondiales à Chișinău ; un lycée français général Berthelot, une faculté de lettres et philologie et un séminaire orthodoxe, mais l'université d'État de Moldavie (en roumain : Universitatea de Stat din Moldova) a été ouverte en 1946 et dispense aujourd’hui treize cours.

### Sports
Quatre clubs de football évoluent en première division du championnat moldave : le FC Zimbru Chișinău, le FC Dacia Chișinău le FC Academia Chișinău et le CSCA-Rapid Chișinău. Le stade Zimbru est l'enceinte sportive principale de la ville.
La commune voit également la  création d' un club de rugby à XIII en 2020 pour disputer l'Euro XIII, une coupe d'Europe inter clubs : Les Scorpions de Chisinau.

## Économie
Chișinău est la ville la plus industrialisée et la plus importante économiquement de la Moldavie.

## Culture locale et patrimoine

### Festivals
La Journée nationale du vin et le Festival du vin de Moldavie ont lieu chaque année le premier week-end d'octobre, à Chișinău. Les événements célèbrent la récolte d'automne et reconnaissent la longue histoire viticole du pays, qui remonte à environ 500 ans[réf. nécessaire].
Chisinau accueille chaque année le festival d'opéra et de ballet "Invită Maria Biesu". La première édition a été organisée en 1990 sous les auspices de la chanteuse d'opéra moldave Maria Bieșu. Chaque année, les meilleurs chanteurs d'opéra et solistes de ballet de Roumanie, de Russie, d'Ukraine, de Bulgarie, d'Italie, de France, d'Autriche, des États-Unis et d'autres pays viennent à Chisinau pour participer à ce festival[réf. nécessaire].

### Fête annuelle de la ville
- 14 octobre

### Lieux et monuments
Les bâtiments les plus anciens de Chisinau sont l'Église de Mazarache (1752), l'Église de Constantin et Hélène (1777), l'Église Arménienne (1803), l'Église de l'Annonciation (1807-1810) et l'Église du Saint-Haralambie (1812).
Après l'annexion de la Bessarabie par la Russie en 1812, le centre de la ville est dessiné en 1817, de nouvelles rues et de nouveaux quartiers sont prévus.
Dans la seconde moitié du XIXe siècle, des bâtiments éducatifs et administratifs ont été construits et des éléments d'architecture néo-byzantine, néoromane et néogothique, ainsi que d'architecture moldave, ont été utilisés. Il existe même un bâtiment à l'architecture persane : c'est le Muséum. La plupart des maisons étaient encore à un étage. En 1862, le pavage des rues a commencé. D'autres monuments sont :
- La cathédrale de la Nativité
- Le Musée national d’histoire de Moldavie
- Le Musée national d’art de Moldavie
- Le Musée du village de Chisinau
- Le jardin botanique
- L'arc de triomphe de Chișinău

### Galerie de photos

Panorama de Chișinău.

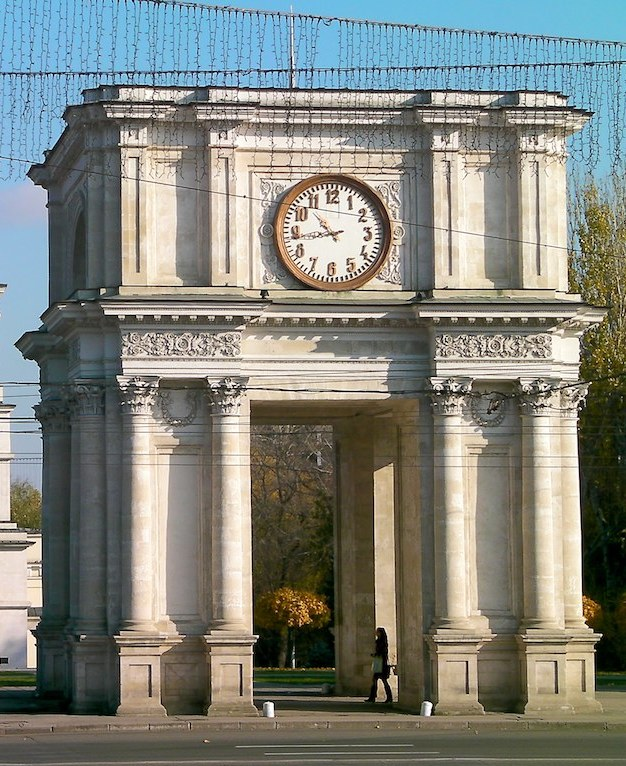
l'Arcul de Triumf dans le centre-ville.
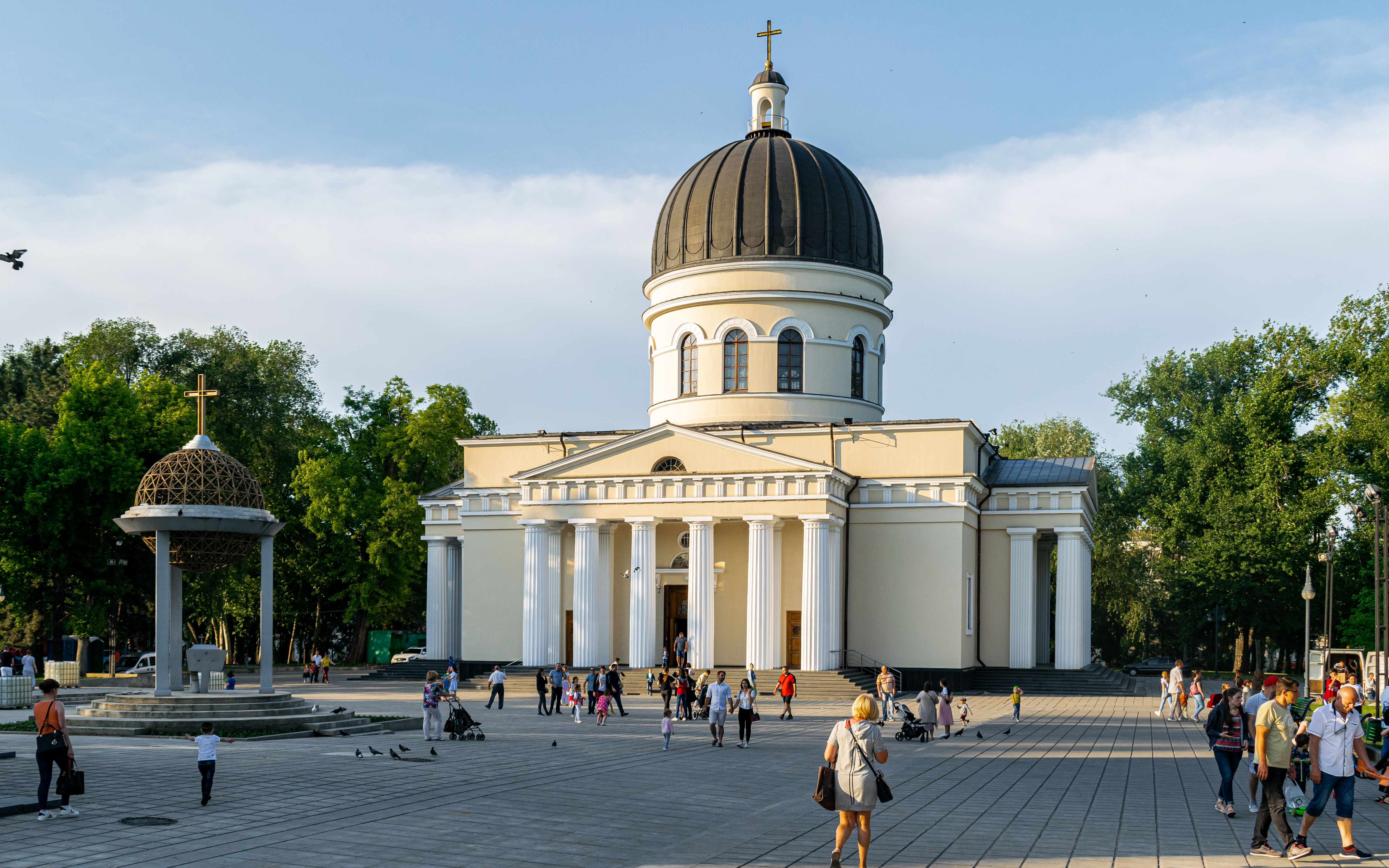
La Cathédrale de la Nativité de rite orthodoxe.
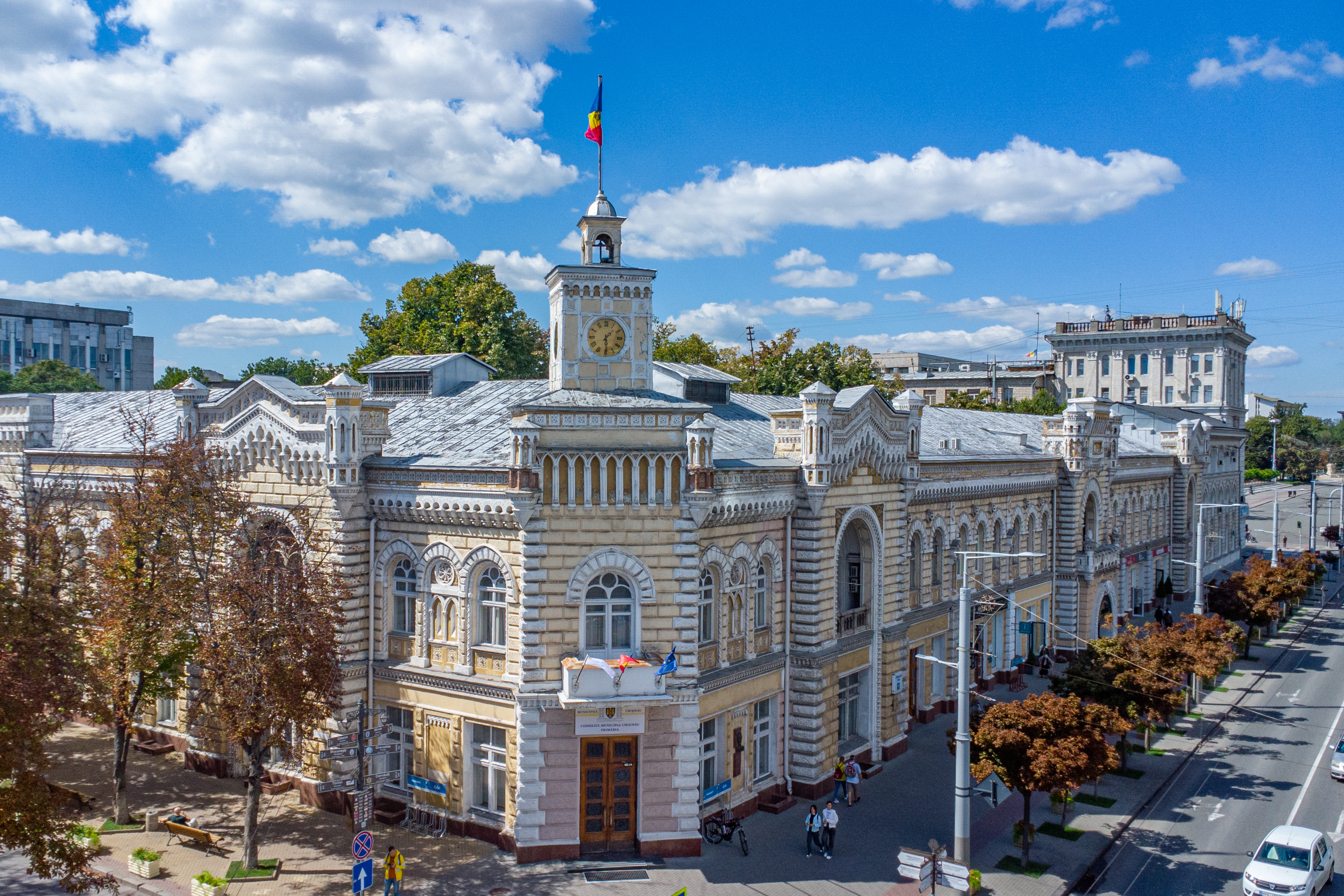
Hôtel de ville de Chișinău.
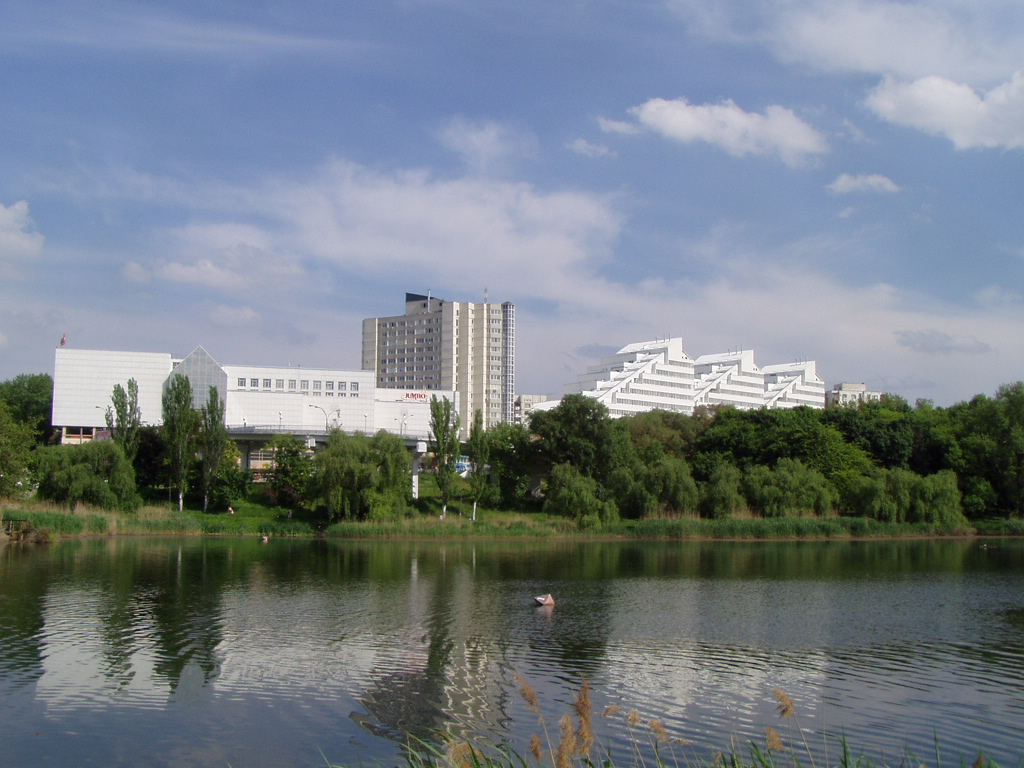
La vallée de la roseraie (Valea Trandafirilor) dans l'arrondissement de « Botanica » (ancien jardin botanique, devenu quartier de HLM).
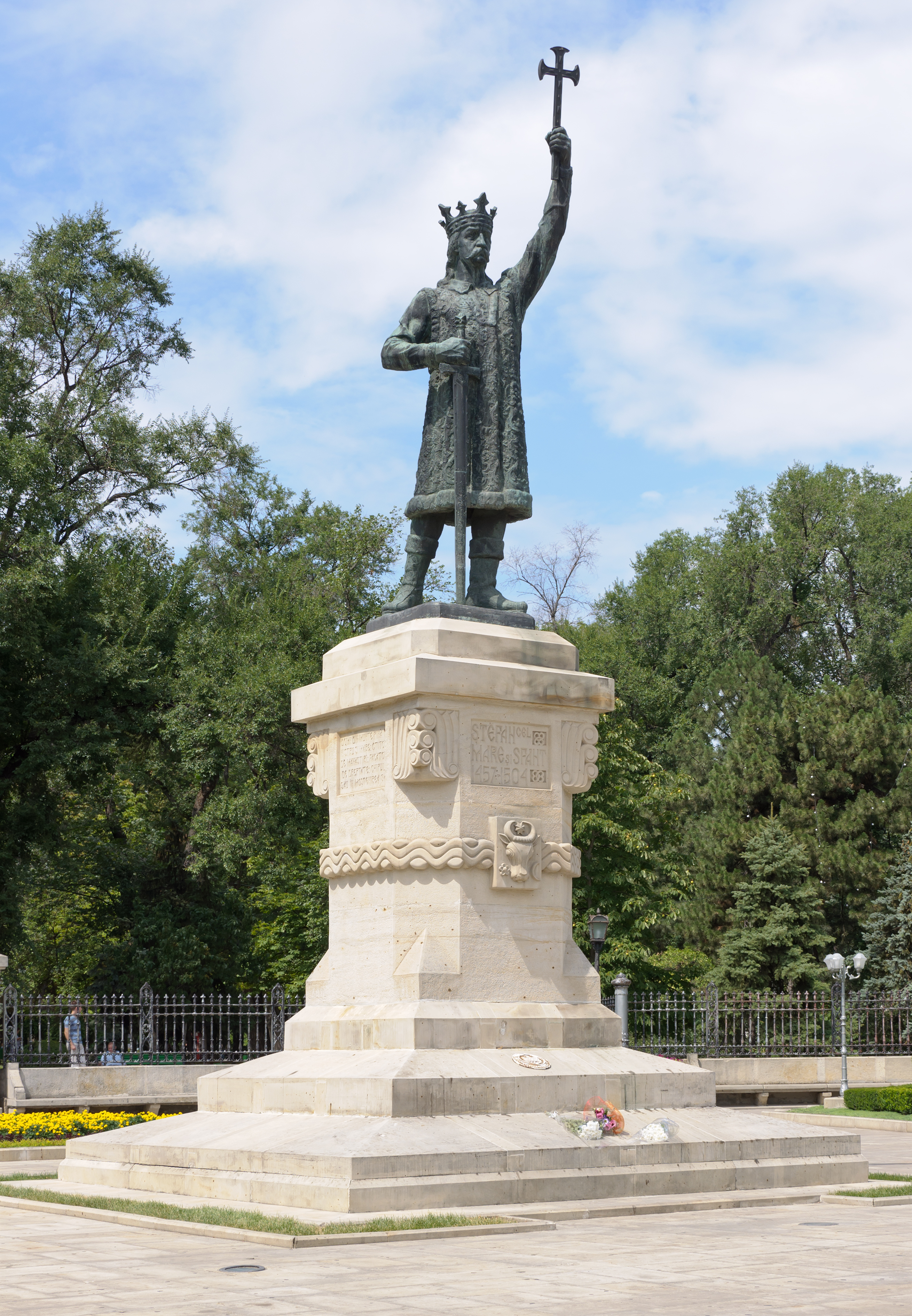
Monument à Étienne III de Moldavie (Ştefan cel Mare).
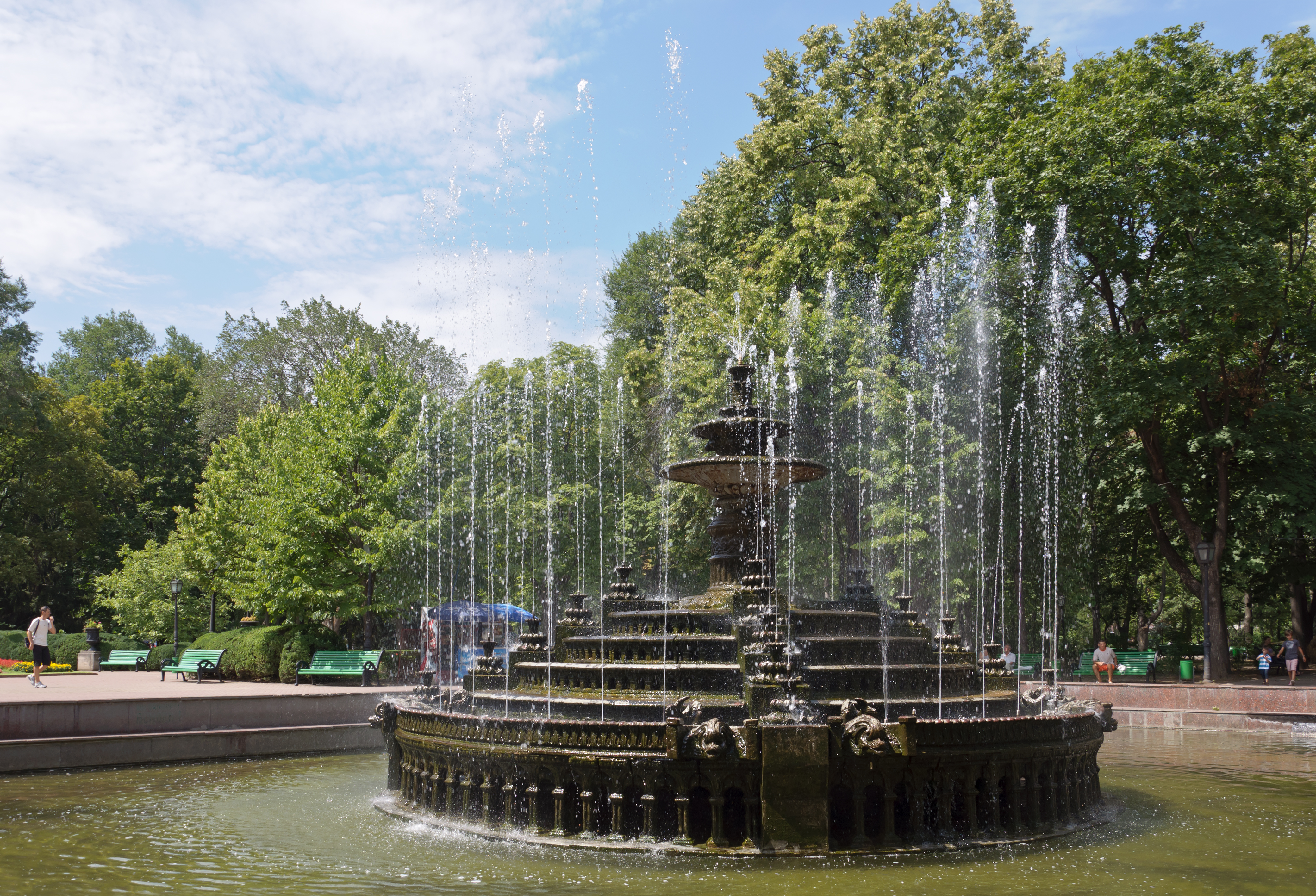
Parc Ştefan cel Mare.
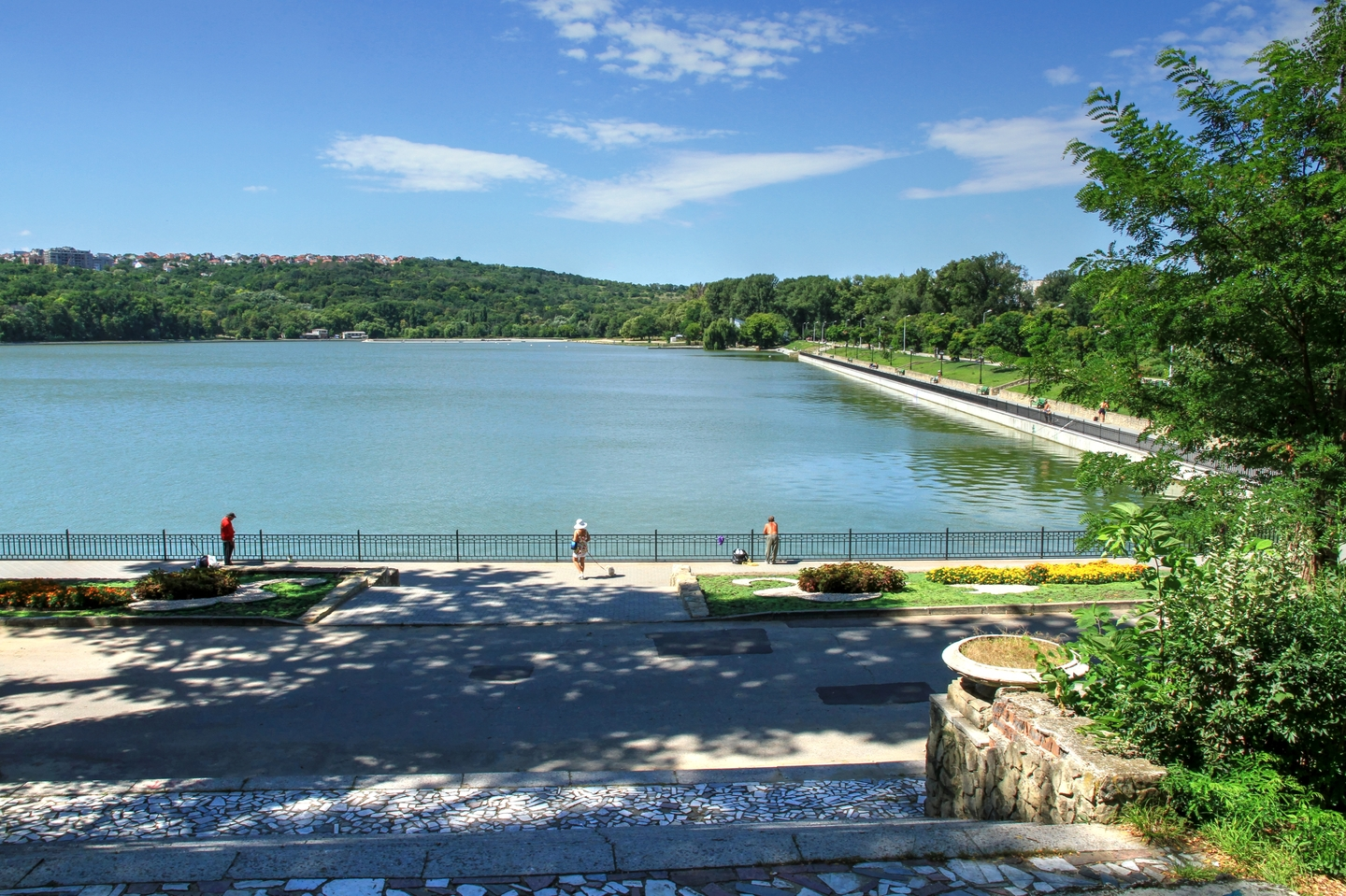
Lac Valea Morilor.
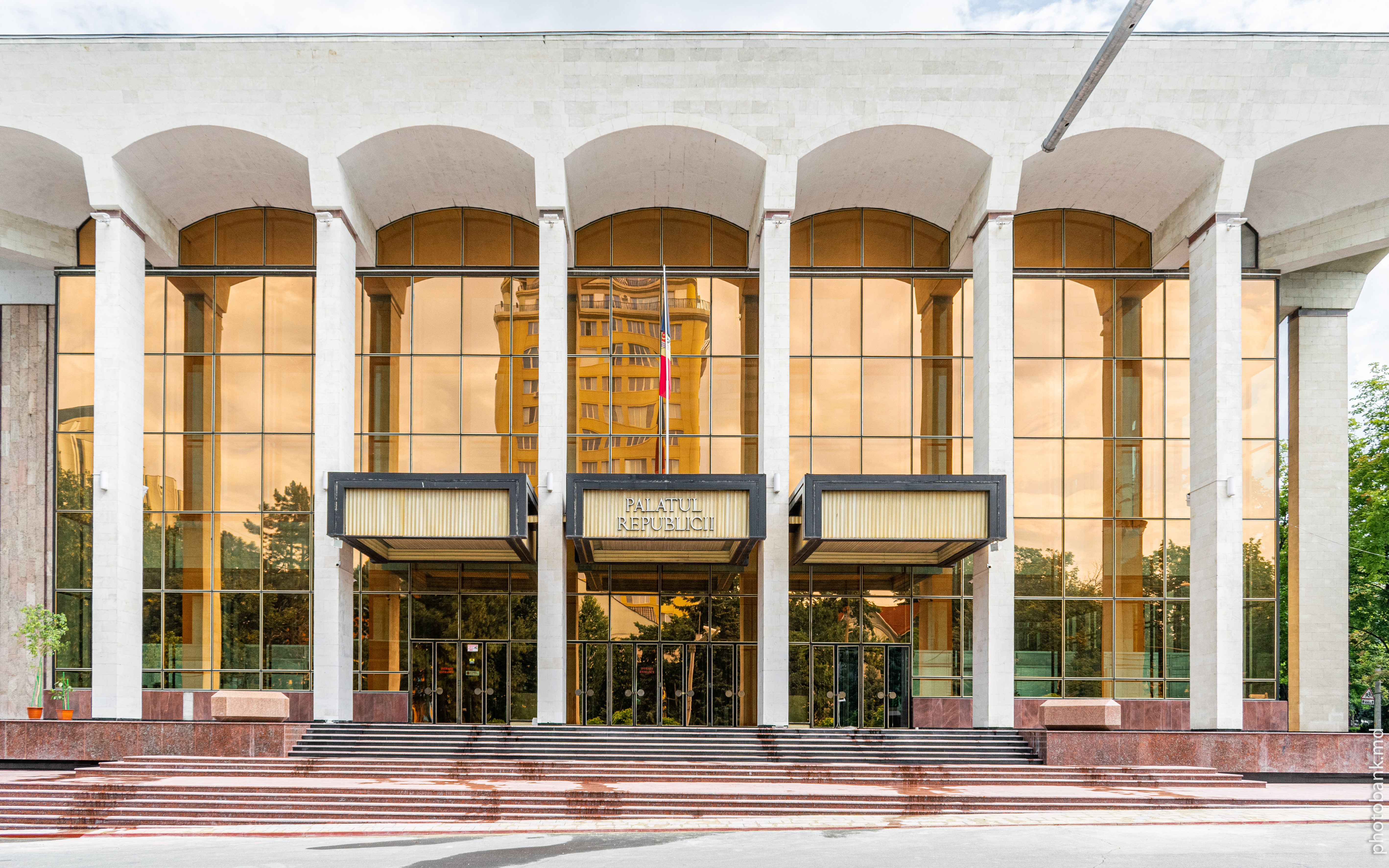
Palatul Republicii.
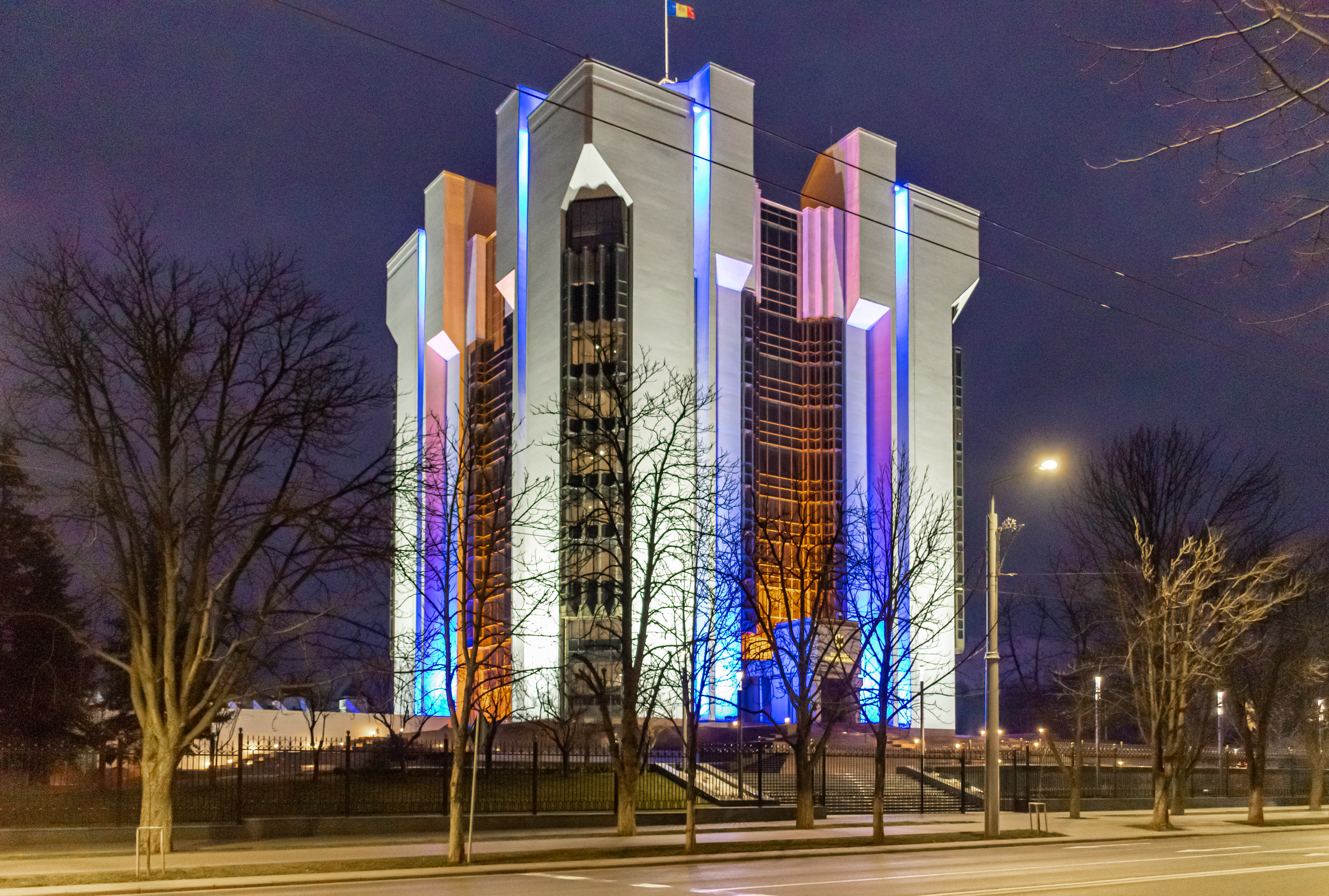
Palais présidentiel.
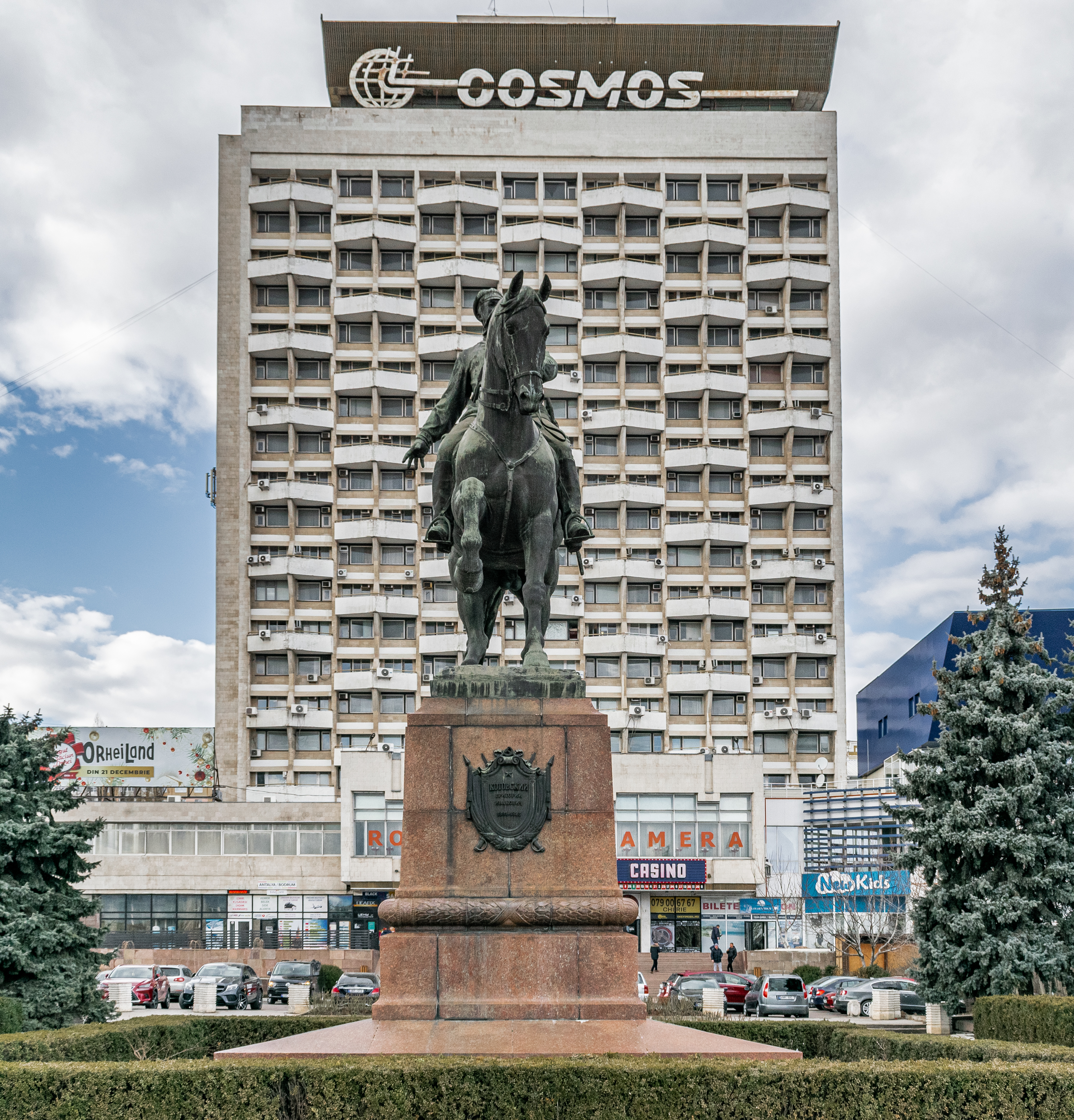
Hôtel « Cosmos ».
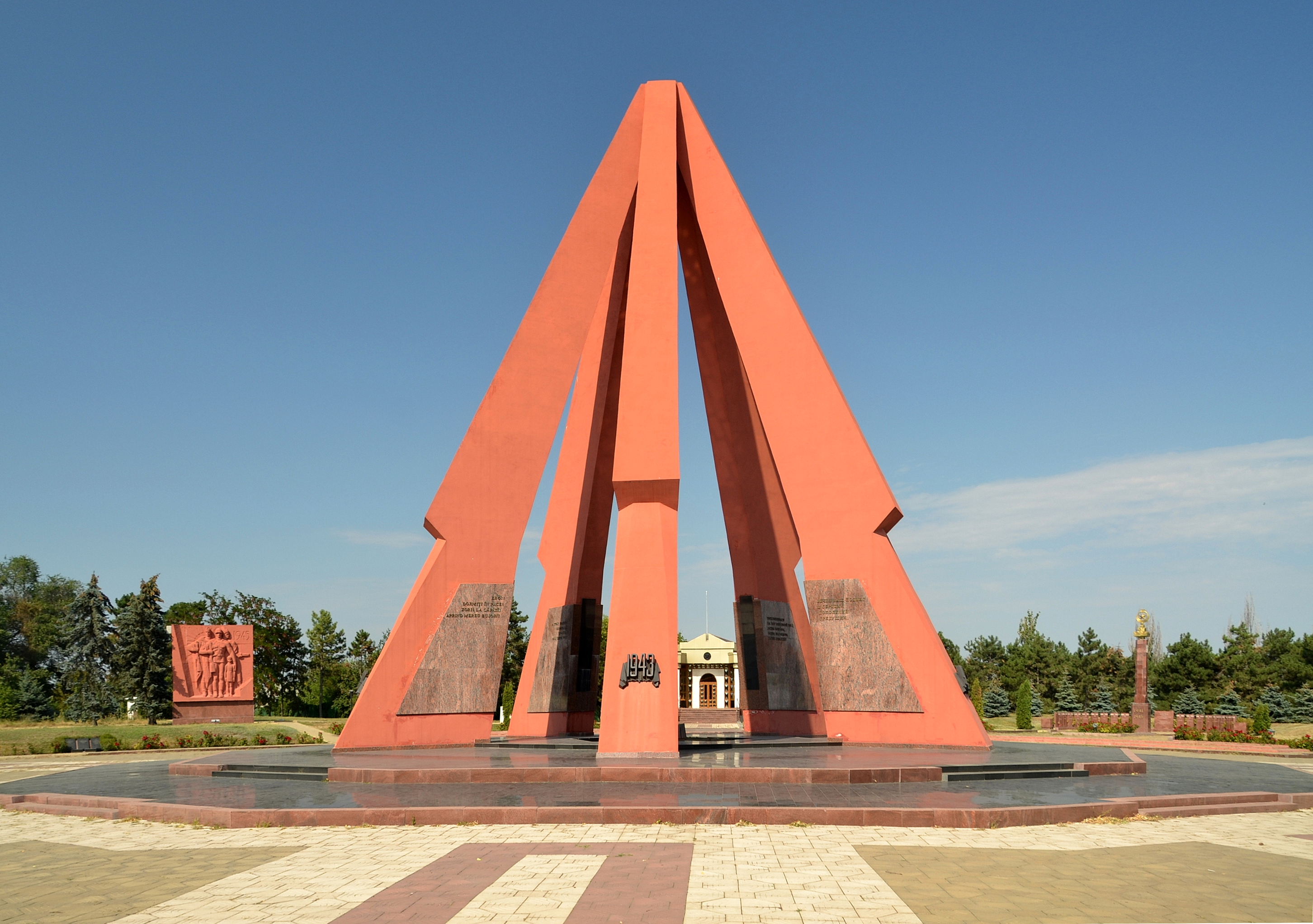
Eternitate.